# 湍东镇
湍东镇，是中华人民共和国河南省南阳市内乡县下辖的一个乡镇级行政单位。

## 行政区划
湍东镇下辖以下地区：
湍东社区、江园村、盆窑村、下河村、东符营村、龙园村、张岗村、东王沟村、东王营村、谢楼村、红堰河村、董堂村、庞营村、北符营村、五里堡村、茶庵村、下洼村、屈庄村、庙岗村、周洼村、西王营村、赵沟村、花园村、清凉庙村、老牛铺村、龙头村和罗岗村。